# Cuboide (geometria)
In geometria solida, un cuboide è una figura solida composta da 6 facce rettangolari, in cui tutti gli angoli che lo compongono sono retti. In altre parole, si tratta di un parallelepipedo con facce rettangolari, o ugualmente di un prisma retto a base rettangolare.
Il cubo è un cuboide con facce quadrate.